# Josep Jordà Font
Josep Jordà Font (Muro d'Alcoi, 8 d'abril de 1885 - 9 de març de 1967) fou un baríton i alcalde de Muro d'Alcoi el 1933.
Va cantar diverses temporades al Gran Teatre del Liceu de Barcelona. Va participar en l'estrena de l'òpera La llama de José María Usandizaga el 30 de gener de 1918 al Teatre Victòria Eugènia de Sant Sebastià.